# Skebergslägret
Skebergslägret var ett hemligt norskt militärt träningsläger i byn Skeberg i Leksands kommun, omkring nio kilometer nordväst om Gagnef, där ungefär 300 norska rekryter utbildades till kommandosoldater och sprängningsspecialister under andra världskriget. Kodordet för lägret var "Odden".
Skebergslägret inrättades 1944 i Jobsgården i Skålhol i Skeberg. Jobsgården var också bostad för lägrets kommendant. "Odden" hade sitt namn efter Femviksudden i nordöstra delen av Djursjön, där flertalet av männen var förlagda. 
Skebergslägret låg fågelvägen 12 kilometer från den stora och mindre hemliga Forleggning nr 4 på Älgberget, där som mest ett tusen norska rekryter utbildades för Polistrupperna, det vill säga i praktiken till vanliga infanterister. Soldaterna i Skeberg utnyttjade också övningsområdet på Älgberget för sin träning. Under våren 1943 flyttades den reguljära bataljonen polistrupper till en förläggning vid Bäckehagen norr om Falun, varefter Älgberget under största sekretess övertogs av den norska elitstyrkan HS-bataljonen (Hjemmestyrkene-bataljonen). Dessutom tränades där specialister ur Milorg, som vid hemkomsten skulle säkra infrastruktur och förhindra den befarade brända jordens taktik söderut i Norge, vilken tyska trupper använt med förödande resultat i Finnmark.